# Отноґа
Отноґа (пол. Otnoga) — село в Польщі, у гміні Чарна Домбрувка Битівського повіту Поморського воєводства.
Населення — 127 осіб (2011).
У 1975-1998 роках село належало до Слупського воєводства.

## Демографія
Демографічна структура станом на 31 березня 2011 року:
|          | Загалом | Допрацездатний вік | Працездатний вік | Постпрацездатний вік |
| -------- | ------- | ------------------ | ---------------- | -------------------- |
| Чоловіки | 68      | 12                 | 49               | 7                    |
| Жінки    | 59      | 15                 | 33               | 11                   |
| Разом    | 127     | 27                 | 82               | 18                   |